# Melis Sezen

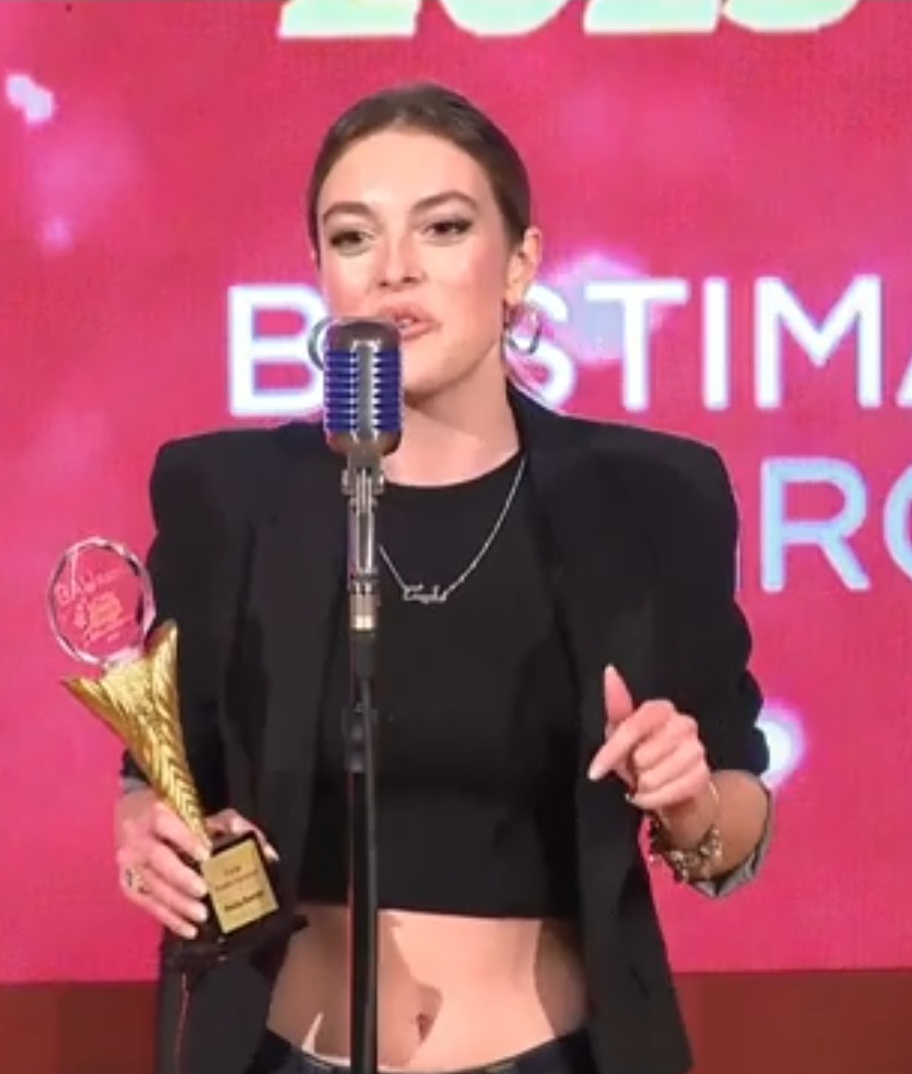
Melis Sezen, 2024

Melis Sezen (* 2. Januar 1997 in Istanbul) ist eine türkische Schauspielerin.

## Leben und Karriere
Sezen wurde am 2. Januar 1997 in Istanbul geboren.  Väterlicherseits ist sie albanisch-mazedonischer Abstammung und mütterlicherseits kommen ihre Vorfahren aus einer türkischen Minderheit in  Thessaloniki. Sie studierte an der Koç Üniversitesi. Ihr Debüt gab sie 2016 in der Fernsehserie Hayat Bazen Tatlıdır.
Zwischen 2017 und 2018 spielte sie in Siyah İnci mit. 2018 trat sie in den Filmen Dünya Hali und Tilki Yuvası auf. Außerdem bekam sie 2020 die Hauptrolle in Ya İstiklal Ya Ölüm. Im selben Jahr spielte sie die Hauptrolle in der Serie Sadakatsiz.

## Filmografie
Filme
- 2018: Dünya Hali
- 2018: Tilki Yuvası
- 2018: Bizim İçin Şampiyon
- 2019: Mucize 2: Aşk
- 2020: Kovala

Serien
- 2016–2017: Hayat Bazen Tatlıdır
- 2017–2018: Siyah İnci
- 2019: Leke
- 2019: Sevgili Geçmiş
- 2019: Içtın Sesler Korosu
- 2020: Ya İstiklal Ya Ölüm
- 2020–2022: Sadakatsiz
- 2021: Fatma
- 2022: Maske Kimsin Sen?
- seit 2022: Numen
- seit 2024: Deha